# 유미의 세포들 2
《유미의 세포들 2》는 2022년 11월 16일부터 2022년 12월 29일 TVING과 tvN에서 동시 방영될  TVING 오리지널 드라마다. 동명의 네이버 웹툰을 원작으로 극화한 드라마로 기획한 것이다.

## 소개
세포들과 함께 먹고 사랑하고 성장하는 평범한 유미의 이야기를 그린 세포 자극 공감 로맨스

## 기획의도
《유미의 세포들》은 한 개인, 김유미의 사랑 이야기이자 지금 시대를 살아가는 청춘들의 자화상이고, 세포와 호르몬의 지배에서 벗어날 수 없는 인간 존재에 대한 유쾌한 통찰이기도 하다.
드라마 최초로 실사와 3D 애니메이션을 결합한 포맷으로 웹툰 원작의 묘미를 살리고, 누구라도 공감 가능한 일상 속 이야기들을 담고 있다.

## 제작진

### 원작
- 이동건 : 웹툰 《달콤한 인생》, 《유미의 세포들》, 《조조코믹스》 연재

### 제작
- 조문주
- 송재권
- 권미경

### 제작사
- 스튜디오드래곤
- 스튜디오N
- 메리카우

### 크리에이터
- 송재정 : ( SBS 일일시트콤 《순풍 산부인과》(공동집필), SBS 일일시트콤 《웬만해선 그들을 막을 수 없다》(공동집필), SBS 일일시트콤 《똑바로 살아라》(공동집필), SBS 주간시트콤 《귀엽거나 미치거나》(집필), MBC 일일시트콤 《거침없이 하이킥!》(공동집필), MBC 주간시트콤 《크크섬의 비밀》(공동집필), SBS 월화드라마 《커피하우스》(집필), tvN 수목미니시리즈 《인현왕후의 남자》(집필), tvN 월화미니시리즈 《나인: 아홉 번의 시간여행》(집필), tvN 일요드라마 《삼총사》(집필), MBC 수목미니시리즈 《W》(집필), tvN 주말드라마 《알함브라 궁전의 추억》(집필) 등 집필 )

### 연출
- 이상엽 : ( MBC 주말연속극 《한강수타령》(조연출), MBC 주말연속극 《누나》(조연출), MBC 수목미니시리즈 《대한민국 변호사》(조연출), MBC 일일연속극 《밥 줘》(공동연출), MBC 수목미니시리즈 《아직도 결혼하고 싶은 여자》(조연출), MBC 광복절 특집드라마 《절정》(연출), MBC 월화특별기획드라마 《빛과 그림자》(공동연출), MBC 일일특별기획드라마 《제왕의 딸 수백향》(공동연출), MBC 수목미니시리즈 《미스터 백》(연출), MBC 수목미니시리즈 《쇼핑왕 루이》(연출), tvN 수목미니시리즈 《아는 와이프》(연출), 넷플릭스 드라마 《나 홀로 그대》(연출), tvN 월화미니시리즈 《반의 반》(연출) 등 연출 )

### 극본
- 김윤주 : ( MBC 주간시트콤 《크크섬의 비밀》(보조작가), SBS 월화드라마 《커피하우스》(보조작가), OCN 금요드라마 《특수사건 전담반 TEN》(보조작가), tvN 수목미니시리즈 《인현왕후의 남자》(보조작가), tvN 월화미니시리즈 《나인: 아홉 번의 시간여행》(보조작가), tvN 월화 4부작 드라마 《스무살》(공동집필), OCN 주말특별기획드라마 《듀얼》(극본), MBC 수목미니시리즈 《그 남자의 기억법》(공동집필) 등 집필)
- 김경란

## 등장 인물

### 주요 인물
- 김고은 : 김유미 역 - 대한국수 재무부 대리

'노잼'의 굴레에 갇힌 평범한 직장인, 게다가 지난 연애에 실패한 충격으로 사랑 세포가 혼수상태에 빠졌다. 매일 지루한 일상을 복사, 붙여넣기 하던 유미는 어느 날 불쑥 찾아온 설렘에 다시 한 번 심장이 반응하는 것을 느낀다.
- 안보현 : 구웅 역 - SLW STUDIO 게임 개발자

'Yes or No' 알고리즘 사고 회로로 움직이는 게임 개발자, 꾸미는 재주도 없고 감성 화법도 실종됐지만 자신의 마음을 솔직, 담백하게 표현할 줄 아는 남자. 유미에게 첫눈에 반한 후 웅이의 세포 마을엔 엄청난 변화가 생긴다.

### 대한국수 사람들
- 이유비 : 루비 역 - 재무부 사원

각종 연애 기술을 섭렵했다고 자부하는 앙큼한 직장 후배, 종종 유미의 히스테리우스 세포를 깨우지만 미워할 수 없는 매력의 소유자다.
- 박진영 : 바비 역 - 마케팅팀 대리

대한국수의 대표 훈남 중 한 명. 유능하고 인기 많은 유미의 직장 동료이다.
- 미람 : 강이다 역 - 재무부 대리

유미의 입사 동기로 유미가 속내를 털어놓을 수 있는 유일한 회사 친구
- 최민호 : 우기 역 - 영업부 대리

유미가 다니는 직장 '대한국수' 후배, 회사 내 아이돌 같은 존재감을 가지고 있다.
- 정순원 : 남과장 역 - 재무부 과장

유미가 근무하는 대한국수 재무부 상사로 우직한 성격을 가지고 있다.

### SLW STUDIO
- 박지현 : 서새이 역 - 아트 디렉터

웅이의 게임 회사 동료이자 인기 만점 야망 가득 여사친, 유미의 '촉 세포' 레이더를 가동시키고 '불안 세포'를 떨게 만든다.
- 주종혁 : 루이 역 - 게임 개발자

일 중독자, 구웅, 서새이와 대학 동기로 셋이 함께 게임회사를 차려 운영 중이다.

### 유미의 세포들
- 안소이 : 사랑 세포 역 - 사랑을 담당하는 세포

현재 유미의 프라임 세포(사람을 대표하는 세포)로 유미가 움직이는 원동력이다. 파란 옷을 입은 다른 세포들과 달리 분홍색 옷을 입었다.
- 심규혁 : 이성 세포 역 - 이상적인 사고를 담당하는 세포

일할 때나 중요한 대화를 할 때 유미가 잠에서 깬 순간부터 잠들기 전까지 겪는 거의 모든 일에 관여하는 가장 바쁜 세포다.
- 박지윤 : 감성 세포 역 - 감성을 담당하는 세포

야행성 기질이 있어 밤만 되면 청승을 떨며 감수성에 젖는다.
- 이장원 : 출출 세포 역 - 식욕과 식탐을 담당하는 세포

출출세포가 깨어나면 유미의 식욕이 폭발하며 머리에 유미 소울푸드인 떡꼬치가 꽂혀있다.
- 안영미 : 응큼 세포 역 - 응큼한 상상과 계획을 세우는 성욕 세포

시도 때도 없이 음란한 말을 내뱉어 대부분이 음소거 처리된다.
- 정재헌 : 명탐정 세포 역 - 주변 인물과 상황을 분석해 예측하는 세포

비장한 등장과 함께 진지하게 추리하지만 적중률이 100%는 아니다.
- 김연우 : 패션 세포 역 - 패션 감각을 담당하는 세포

옷에 과도한 지출을 한 죄로 경제 사범이 되어 감옥에 갇혀있다.
- 엄상현 : 히스테리우스 역 - 히스테리를 담당하는 세포

세포 마을 공공의 적이다.
- 사문영 : 불안 세포 역 - 불안을 담당하는 세포

불안함을 감지하며 유미에게 도움을 주기도 한다. 토끼 귀와 긴 노랑머리가 특징.
- 사문영 : 설레발 세포 역- 설레발을 담당하는 세포

늘 설레발을 떨며 폭죽을 가지고 있다.
- 사문영 :본심 세포 역- 본심을 담당하는 세포

본심 그 자체며, 감옥에 같혀있다.
- 사문영 :판사 세포 역- 판결을 담당하는 세포

유미는 무조건 무죄라고 하는 세포.
- 정재헌 : 난폭 세포 역- 난폭함을 담당하는 세포

난폭하며, 머리에 폭틴 심지가 있다.
- 정재헌 :낚시 세포 역- 낚시를 담당하는 세포
- 정재헌 :자장자장 세포 역- 수면을 담당하는 세포

늘 자장가를 저녁때마다 들려주는 세포.
- 안소이 : 자린고비 세포 역- 절약을 담당하는 세포

절약을 실천하려다 여러 세포들한테 까인다.
- 안소이 : 액션 1호 역- 리엑션을 담당하는 기계

감성세포,이성세포,사랑세포가 주로 사용하며 가짜 리엑션을 한다.
- 이장원 : 지름신 역- 구매욕구를 담당하는 세포

봄이 되면 피션세포를 꼬셔 옷을 사게 하는 세포.
- 엄상현 : 수리 세포 역- 수리를 담당하는 세포

유미 뇌에서 오작동이 일어난것을 고치는 세포.

### 구웅의 세포들
- 엄상현 : 이성 세포 역 - 웅이의 이성적인 사고를 담당하는 세포

동그란 안경을 쓰고 있으며, 인공지능 세포와 함께 마을에서 가장 많은 역할을 한다.
- 정재헌 : 개그 세포 역 - 개그와 유머 담당

웅이 세포마을에 대표적인 문제아다. 자신은 활약했다고 생각하지만 실상은 아재개그 남발. 삐에로 복장에 오렌지색 앞머리가 눈을 가리고 있다.
- 정재헌 : 사랑 세포 역 - 웅이의 사랑을 담당하는 세포

곰돌이 모자를 쓰고, 작은 하트를 달고 있다. 존재의 의미가 유미와의 사랑에 있다보니, 유미의 행복이 최우선인 유미의 세포들이랑 죽이 잘 맞는다.
- 이장원 : 털 세포 역 - 웅이 수염과 털을 담당하는 세포

유미와 소개팅 후 여자들은 수염을 싫어한다는 것을 알고 심판 당한다.
- 정재헌 : 개구리 역 - 유미와 웅이를 이어주는 매개체

귀엽다는 이유로 유미 마을을 통과할 수 있었지만 사실은 웅이의 사랑세포였다.
- 미상 : 삐짐대왕 역 - 빡침 대군의 둘째 아들

한번 행차하면 3년간 머무른다. 이름처럼 왕 옷차림을 하고 있다.
- 이장원 : 응큼사우르스 역 - 응큼한 상상과 성욕을 담당

힘과 크기에서는 유미 마을의 출출 세포와 견주어도 밀리지 않는다.
- 미상 : 수련 세포 역 - 단 한마디로 위기를 탈출하게 하는 고수의 향기가 풍기는 세포

평상시에는 주로 수련을 하며 그다지 쓸모가 없지만 웅이에게 커다란 위기가 닥쳤을 때 출동한다.

### 특별출연
- 신예은 : 유다은 역 - 바비네 떡볶이 가게의 아르바이트생으로, 쉽게 사랑에 빠지는 ‘금사빠 스타일’이다.

- 표지훈 : 컨트롤 제트 역